# Scopula caesaria
Scopula caesaria là một loài bướm đêm trong họ Geometridae.